# Сачз, Робин
Ро́бин Дэ́вид Сачз (англ. Robin David Sachs; 5 февраля 1951 — 1 февраля 2013) — английский актёр.
Дебютировал в кино в 1972 году, в фильме «Цирк вампира». Самой известной ролью в его карьере была роль Итана Райана в сериале «Баффи — истребительница вампиров». С 1979 по 1991 год был женат на актрисе Шан Филлипс.

## Избранная фильмография
- 1972 — Цирк вампиров / Vampire Circus
- 1972 — Генрих VIII и его шесть жен / Henry VIII and His Six Wives
- 1977 — Исчезновение / The Disappearance
- 1981 — Возвращение в Брайдсхед / Brideshead Revisited
- 1991 — Династия: Воссоединение / Dynasty: The Reunion
- Вавилон-5 / Babylon 5
- Баффи — истребительница вампиров / Buffy the Vampire Slayer
- 1997 — Парк юрского периода: Затерянный мир / The Lost World: Jurassic Park
- 1997 — Секретный бункер / Ravager
- 1998 — Вавилон — 5: В начале / Babylon 5: In the Beginning
- 1999 — В поисках Галактики / Galaxy Quest
- 2001 — Одиннадцать друзей Оушена / Ocean’s Eleven
- 2001 — Звёздный путь: Вояджер / Star Trek: Voyager
- 2002 — Мегалодон / Megalodon
- 2003 — Нортфорк / Northfork
- Star Wars: Knights of the Old Republic
- 2006 — Губка Боб Квадратные Штаны / SpongeBob SquarePants
- 2009 — Dragon Age: Origins
- 2010 — Mass Effect 2
- 2011 — Torchwood: Miracle Day
- 2012 — Mass Effect 3
- 2012 — Resident Evil: Damnation